# Magnus Jonsson (biathlonista)
Magnus Jonsson (ur. 4 kwietnia 1982 w Sollefteå) – szwedzki biathlonista, reprezentant kraju na Mistrzostwach Świata oraz w zawodach Pucharu Świata.
Jonsson swoją karierę rozpoczął w 2002 roku. Jego pierwszą większą imprezą były Mistrzostwa Świata Juniorów w Kościelisku, które nie wypadły dla niego pomyślnie, zajął miejsce w szóstej dziesiątce. Od sezonu 2005/2006 stał się pełnoprawnym członkiem szwedzkiej kadry narodowej. Swoej pierwsze punkty zdobył w Pokljuce zajmując 21. miejsce w sprincie. Później tylko raz punktował zajmując 14. miejsce w Oberhofie.

## Osiągnięcia

### Zimowe Igrzyska Olimpijskie
| 2010 Vancouver/Whistler (Kanada) | 79. miejsce (SP), |

### Mistrzostwa Świata
| 2007 Anterselva (Włochy)             | 33. miejsce (SP), 30. miejsce (PU)                                                      |
| 2008 Östersund (Szwecja)             | 42. miejsce (IN)                                                                        |
| 2009 P'yŏngch'ang (Korea Południowa) | 72. miejsce (IN), 21. miejsce (SP), 15. miejsce (PU), 26. miejsce (MS), 9. miejsce (RL) |
| 2011 Chanty Mansyjsk (Rosja)         | 51. miejsce (SP), 32. miejsce (PU), 4. miejsce (RL)                                     |
| 2012 Ruhpolding (Niemcy)             | 87. miejsce (IN), 67. miejsce (SP)                                                      |

### Puchar Świata

#### Miejsca w klasyfikacji generalnej
| Sezon     | Miejsce |
| --------- | ------- |
| 2006/2007 | 84.     |
| 2007/2008 | 66.     |
| 2008/2009 | 56.     |
| 2009/2010 | 62.     |
| 2010/2011 | 92.     |
| 2011/2012 | 56.     |